# William Whitehead
Pour les articles homonymes, voir Whitehead.
 (janvier 2019).
Si vous disposez d'ouvrages ou d'articles de référence ou si vous connaissez des sites web de qualité traitant du thème abordé ici, merci de compléter l'article en donnant les références utiles à sa vérifiabilité et en les liant à la section « Notes et références ».
William Whitehead (1715-14 avril 1785) est un poète et dramaturge anglais. Il devient poète lauréat en 1757 après que Thomas Gray a décliné l'offre.

## Biographie
Fils d'un boulanger, Whitehead naît à Cambridge et, avec le patronage d'Henry Bromley, futur Lord Montfort, est admis au collège de Winchester. Il entre à Clare College, à Cambridge, comme boursier, en 1742. À Cambridge, Whitehead publie une épître Sur le Danger d'écrire des vers et plusieurs autres poèmes, notamment une épître héroïque, Anne Boleyn à Henry le huitième (1743), et un didactique Essai sur le ridicule (1743).
En 1745, Whitehead devient le précepteur du vicomte de Villiers, fils du comte de Jersey, et s'installe à Londres. Là, il écrit deux tragédies : Le Père Romain et Creusa, reine d'Athènes (1754). Le plan de ces tragédies est basé sur Horace de Corneille et Ion d'Euripide.
Après que Thomas Gray a refusé le titre de poète lauréat, il passe à Whitehead, qui est plus acceptable auprès de la cour, étant précepteur du vicomte de Nuneham, fils du comte d'Harcourt, qui est le gouverneur du prince de Galles (futur George III).

## Poésie et pièces
Une grande part du travail de Whitehead a fait l'objet d'une réception favorable: Sa tragédie Le Père Romain (The Roman Father) a été produit avec succès par David Garrick en 1750, Creusa, reine d'Athènes (Creusa, Queen of Athens) a fait également l'objet d'éloges, et ses comédies L'École pour amoureux (The School for Lovers) en 1762 et Le Voyage en Écosse (The Trip to Scotland) en 1770 sont des succès.
Après sa nomination comme poète lauréat, Whitehead défend la poésie des lauréats dans un poème comique Une Pathétique Apologie pour tous les Lauréats, passés, présents et à venir. Il est consciencieux et se voit comme un représentant indépendant pour tout le pays. Incroyablement, pour quelqu'un intéressé à la politique, il semble ne voir aucune raison de « défendre le Roi ou soutenir le gouvernement ». Tristement, cela reflète l'idée que l'influence du lauréat s'est tellement affaiblie que les poèmes officiels sont peu susceptibles d'influencer les opinions, bien que l'on se trouve à une époque importante politiquement, avec la révolte des colonies américaines et la guerre en Europe.
À ce poste pendant quelque 28 ans, il se contente d'écrire les vers obligatoires, évitant la flagornerie et la politique domestique, et soutient la place de la Grande-Bretagne dans les affaires du monde. En effet, il est le premier lauréat à voir au-delà de la cour et les divisions partisans et à parler de l'« esprit de l'Angleterre ». Les odes écrites par Whitehead en sa qualité de poète lauréat, cependant, sont ridiculisés. Charles Churchill l'attaque en 1762, dans le troisième livre du Fantôme, comme « l'héritier de Lourdeur d'esprit et de Méthode ».
Les œuvres de Whitehead ont été rassemblées en deux volumes en 1774. Un troisième, incluant un mémoire de William Mason, paraît de manière posthume en 1788. Ses pièces sont imprimées dans le Bells British Theatre' (vols. 3, 7, 20) et d'autres recueils, et ses poèmes paraissent dans les Works of the English Poets de Chalmers (vol. 17) et des compilations similaires.

## PoèmeThe Je Ne Sais Quoi
| The Je Ne Sais Quoi |  |
| YES, I'm in love, I feel it now, And Cælia has undone me; And yet I'll swear I can't tell how The pleasing plague stole on me. 'Tis not her face that love creates, For there no graces revel; 'Tis not her shape, for there the fates Have rather been uncivil. 'Tis not her air, for sure in that There's nothing more than common; And all her sense is only chat Like any other woman. Her voice, her touch, might give th' alarm-- 'Twas both perhaps, or neither; In short, 'twas that provoking charm Of Cælia altogether. |  |
| |  |